# Краеведство
Краеведството или краезнанието е наука, занимаваща се с изучаване на дадено населено място. В обхвата му се включват географски, исторически, етнографски и фолклорни изследвания.
Краеведството включва дейността на държавни институции, обществени организации, както и частни лица за издирване, изучаване и популяризиране на публикации, документи и материални за даден район. При организирането на краеведско изследване, особено ценни източници са литературата за населено място. Освен това се обръща и особено внимание на материалното и нематериално наследство. Нематериалното наследство, включващо в себе си обичаи, традиции, фолклор, се обвързва с етнодемографските характеристики на населението в историческа ретроспекция, а материалното показва етапите в социалното и стопанското развитие на населеното място.
Краезнанието се поделя на две групи:
- комплексно – всестранно изучаване на дадено населено място, предимно чрез усилията на местното население. Включва научни и обществени изследвания, както и връзки между тях.
- отраслово:
  - историческо – регионална или местна история;
  - географско – поселищна или антропогеография;
  - археологическо
  - етнографско
  - литературно
  - църковно
  - туристическо
  - стопанско

Друга важна особеност на краеведството е неговата двустепенност – краеведските трудове могат да бъдат четени и изучавани както и от специалисти в конкретна област, така и от широката публика.

## История на краеведството
Средата на Възраждането се счита за начало на българското краезнание. За негов родоначалник се смята украинският историк и славяновед Юрий Венелин (1802 – 1839), който чрез публикацията на съчинението си „Старите и сегашни българи в тяхното политическо, народописно историческо и религиозно отношение спрямо русите“ през 1829 г. доказва славянския произход на българския народ. През 1830 и 1831 г. той е командирован в България от Руската академия на науките, с цел събиране на български писмени паметници, народни песни и др.
Посещава Варна, Каварна, Силистра и други населени места, като тези пътувания обогатяват познанията му за българския език, география и фолклор и след завръщането си в Русия, Венелин систематизира и проучва събраните материали. В две писма до Васил Априлов, Юрий Венелин документира своите усилия за издирване на материали. Тези две писма, съответно от 27 септември и 9 октомври 1837 г., се приемат за начало на изследването, както на българската етнография и фолклор, така и на българското краезнание.
В първото си писмо Венелин приканва Васил Априлов да му изпраща всичко, свързано с фолклора на България, като в пет точки конкретизира точно какво трябва да бъде проучено:
„# Народни песни
1. Разните носии, предимно женски, с техните названия
2. Разни обреди, съчетани с годишните празници
3. Разните обреди в различните възрасти на човешкия живот, например при раждане, кръщене, бракосъчетание, описание на сватбите с техните вярвания, описание на погребение с неговите вярвания и обреди, описание на задушница.
4. Разни вярвания и суеверия, т. е. вярата във вампири и вещици, в магьосници, в необикновената сила на някои растения или камъни и талисмани“.

Поставено е началото на фолклорните изследвания, а обстоятелството, че се посочва от кои селища и региони на страната трябва да се събират материали определят краеведския им характер.

## Видни български краеведи

### През Възраждането
Малко по-късно Георги Раковски (1821 – 1867) също насочва вниманието си към краезнанието и очертава цялостна програма за изучаване миналото на българския народ. С помощта на писателя Цани Гинчев (1832 – 1894), Раковски организира събирателна дейност, в резултат на която през 1854 г. в Одеса излиза първата част на неговата книга „Показалец или ръководство как да се изискват и издирват най-стари чърти нашего бития, язика, народопоколение, старого правления, славного произшествия и пр.“ – първата краеведска книга в България.
Георги Раковски създава и първото българско краеведско периодично издание – излязлата на 1 юли 1865 г. единствена книжка (с обем 209 страници) на списание „Българска старина“.
Почти по същото време, проучвания на българския фолклор прави и Любен Каравелов (1834 – 1879) – по време на ученето си в Москва заедно с руския писател и революционер Иван Прижов подготвят сборник с фолклорни материали, издаден през 1861 г. В нея Каравелов, освен че прави преглед на дейците, изучавали историята на българския език, посвещава 324 страници на пословици и поговорки, народни имена, легенди.
Историкът Марин Дринов също оставя следа в краезнанието в България чрез написване на своето „Писмо до българските читалища", поместено във вестник „Македония“. То представлява обръщение към читалищата да се включат в събирането на материали за българската писменост и фолклор. Освен това е съпроводено от „Правила за събиране на песните и приказниците“ и „Правила за описване старите български ръкописи“. Написаните от Дринов правила и насоки се използват и до днес и служат за съставените по-късно изисквания към краеведите.
Петко Славейков (1827 – 1895) през 1850 г. започва изследването си на Присовския манастир, а по-късно на Преслав, Асеновград и др. Поетът събира и записва народни песни и поговорки.
Свое място в развитието на краеведската работа през Възраждането имат и създадените по това време институции и организации. С възникването на първото читалище през 1856 г. в Свищов, към него се открива и музей.
Създаденото през 1869 г. в Браила Българско книжовно дружество си поставя като задачи и „изучаването на народния бит на българите“ и „събиране на различни сведения за изучаването на всичкото българско отечество“. Още същата година към него е създаден и музей.

### След Освобождението
След Освобождението, краеведската дейност се разширява и обогатява, като се появяват и първите задължителни за определени държавни институции и специалисти документи. Това са „Закон за издирване старини и за спомагане на научни и книжовни предприятия“ (17 януари 1890 г.), „Закон за старините“ (18 февруари 1911 г.), „Закон за народното просвещение“ (5 март 1909 г.) и др. Краеведските проучвания се обогатяват и в отраслово-тематичното отношение. Появяват се въпросници, програми, упътвания, методически указания и др., разглеждащи въпросите на юридическите обичаи, народната медицина, метеорологията, географията, диалектологията и др. Техни автори са из най-видните по това време български учени.
През 1889 г. излиза книга първа на „Сборник за народни умотворения, наука и книжнина“, създаден и редактиран от Иван Шишманов. В своето изследване „Значението и задачата на нашата етнография“, Шишманов разкрива ролята на учителите по различните учебни предмети, както и на филолога за събирането на материали и на информация за родния край или за селището по местоживеене.
В град Копривщица бележити краеведи са Христо Пулеков, Евтимий Сапунджиев, Лука Ослеков и Лука Доросиев. Техни студии са поместени в двата тома на „Юбилеен сборник по миналото на Копривщица“.

### Между двете световни войни
Между войните не се бележат особени постижения в областта на краеведството. Въпреки това се появява първата краеведска рубрика в периодичния печат – „Родопология“, в списание „Родопа“, а след нея – „Морски книгопис“ във варненското списание „Морски сговор“ (1924 – 1933 г.), „Где какво е писано за Русе“ във вестник „Летопис“ (1933, 1934 г.) и др. През 1938 г. географът Гунчо Гунчев започва да издава първото краеведско списание в България – „Архив за поселищни проучвания“. Появяват се първите две краеведски библиографии.

### След Втората световна война
След 1960-те години във всяка окръжна библиотека започва създаването на отдел „Краезнание“.
От 1969 г. във Великотърновския университет за пръв път се четат лекции за краезнание, а през 1990 г. в университета е създаден Съюз на краеведите в България. Това е първата неправителствена организация, поставила си за цел да организирането на краеведите в България и подпомагането им чрез провеждане на научни сесии и конференции, издаване на бюлетини, рецензиране на ръкописи на книги и др.